# Nestor Laurans
Nestor Laurans, (du Lurans, Dulaurans, Diuloran), (zm. 1868) – komisarz Rządu Narodowego i pomocnik komisarza pełnomocnego zaboru pruskiego w powstaniu styczniowym.
Pochodził z rodziny francuskiej. Syn Stanisława kapitana 1 Pułku Piechoty w latach 1807–1809, komisarza wojewódzkiego Królestwa Kongresowego. 
Ok. 1861 był urzędnikiem w Wilnie, czynnym przy budowie kolei petersburskiej. Wyznaczony agentem warszawskiego Komitetu Ruchu. Po wybuchu powstania styczniowego w lutym 1863 przyjechał do Warszawy i z polecenia Tymczasowego Rządu Narodowego powołał Wydział Zarządzający Prowincjami Litwy, którego został komisarzem. Po popadnięciu w konflikt z jego przewodniczącym Jakubem Gieysztorem i pozostawieniu swojej pieczęci Konstantemu Kalinowskiemu, po śledztwie Rządu Narodowego  usunięty z komisarstwa. Wyjechał do Poznania, gdzie zbliżył się do kół ziemiańskich. W kwietniu 1864 został mianowany komisarzem Rządu Narodowego na Niemcy, z siedzibą w Dreźnie. 
Po powstaniu przebywał na emigracji w Paryżu.